# Henryk Skarżyński
Henryk Skarżyński (n. 3 ianuarie 1954, Rosochate Kościelne⁠(d), Gmina Czyżew⁠(d), Podlasia, Polonia) este un medic otorinolaringolog, audiolog și foniatru polonez, fondatorul și directorul Institutului de Fiziologie și Patologie a Auzului din Varșovia și Centrului Internațional de Auz și Vorbire din Kajetany.

## Biografia
Profesorul  Skarżyński este autor și coautor al multor lucrări științifice, conducător științific al tezelor de doctor, membru al asociațiilor științifice internaționale. Este primul chirurg în Polonia care a realizat operația de implant cohlear (1992), restabilind auzul unui adult cu surditate parțială. Este de asemenea autorul programului de tratament al surdității parțiale la pacienții cu implanturi cohleare (PDT), care a fost aplicat pentru prima dată la nivel mondial la un adult în 2002 și la un copil în 2004.

## Cariera științifică
- 1979 — absolvent al Facultății de Medicină a Universității de Medicină din Varșovia
- 1983 — doctor în științe medicale
- 1989 — doctor habilitat în științe medicale
- 1993 — profesor asociat (lat.professor extraordinarius) al Universității de Medicină din Varșovia
- 1995 — profesor în științe medicale
- 2011 — doctor honoris causa (dr.h.c.) al Academiei de Educație Specială Maria Grzegorowska din Varșovia

## Realizări

### Profesionale
- 1992 — Implementarea în Polonia a programului de tratament al surdității folosind implanturile cohleare.[6]
- 1998 —  Implementarea în Polonia a programului de tratament al surdității și schimbărilor cancerogene folosind implantul de trunchi cerebral.
- 1998 — Implementarea programului de diagnosticare timpurie a dereglărilor de auz la nou-născuți și sugari.
- 1999 — programul original de examinare generală a auzului, vorbirii și văzului prin Internet.
- 2002 — 12 iulie: prima operație la nivel mondial de implant cohlear la omul matur cu surditate parțială.[6]
- 2003 — prima operație de implant cohlear a urechii medii în Polonia. Câteva zeci de proceduri clinice noi.
- 2004 — septembrie — prima operație la nivel mondial a copilului cu dereglare parțială a auzului.[7]

### Științifice
- 2001 — elaborarea metodelor originale de chirurgie reconstructivă a urechii medii cu utilizarea materialelor alloplastice (ionomeri de sticlă)  [8]
- 2002 — elaborarea dispozitivelor noi pentru examinare și diagnosticare— audiometrul Cuba Micro [9]
- 2002 — elaborarea PDCI (Partial Deafness cochlear implantation — implantarea cohleară a surdității parțiale) — metodă  unicală de tratament a surdității parțiale (PDT — Partial Deafness Treatment — tratarea surdității parțiale), care permite îmbunătățirea calității auzului, folosind implantul cohlear, păstrând auzul inițial.[10]

### Medicale
- 2000 — elaborarea în baza cerințelor Ministrului Sănătății a programului original computerizat de diagnosticare timpurie a dereglărilor de auz, vorbire și văz.[11]
- 2004 — elaborarea programului de telemedicină: Clinica Reabilitării la Domiciliu.[12]
- 2005 — elaborarea noilor dispozitive pentru screeningul universal al auzului  — Audiometrul S (Audiometer S)
- 2005 — prima conectare a implantului și aparatului auditiv într-o singură ureche
- 2007 — Telefitting — elaborarea primului sistem din lume de control permanent de la distanță a procesului de lucru și posibilitatea de introducere a implantului pacienților indiferent de locul aflării acestora.
- 2009 — elaborarea primului dispozitiv la nivel mondial “Platfoma de diagnosticare a Organelor Senzoriale”, care evaluează gradul de dereglare a auzului, vorbirii și văzului cu ajutorul screeningului.[13]

### Organizaționale
- 1993 — Fondatorul Centrului de Diagnosticare- Medicală Reabilitațională pentru persoanele surde și cu deficiențe de auz “Cochlear Center” — al doilea centru de acest gen în Europa
- 1996 — Fondatorul și directorul Institutului de Fiziologie și Patologie a Auzului din Varșovia
- 2003 — Fondatorul Centrului Internațional de Auz și Vorbire din Kajetany
- 2008 — primul implant bilateral de trunchi cerebral la nivel mondial
- 2010 — organizatorul Centrului Internațional de tratare a surdității parțiale din Kejetany

## Premii, distincții și onoruri
- 1983 – 2000 Premiul Rectorului Universității de Medicină din Varșovia (premiat de patru ori)
- 1983 - Premiul științific acordat de către conducerea Societății Poloneze a Otorinolaringologilor, Chirurgilor de Cap și Gât, în numele prof. Jan Miodoński
- 1985 - Premiul Concursului Național Științific Polonez, în numele lui Tytus Chałubiński
- 1993
- Premiul Clubului Polonez de Business, pentru “Eveniment în Medicină 1992”
- Titlul “Locuitorul orașului Varșovia 1992”  ("Warszawiak Roku 1992") pentru evenimentul anului, acordat de către cititorii “Expresului de Seară” și telespectatorii Centrului Televizat din Varșovia.
- 1994 - Premiul “As-ul Argintiu De Onoare” ("Honorowy Srebrny As"), decernat de către Polish Promotion Corporation
- 2000 – Premiul Comitetului de Cercetări Științifice și a revistei științifice televizate “Proton” pentru merite științifice deosebite - “Programul implantării de trunchi cerebral în Polonia”
- 2000 - Ordinul Renașterea Poloniei
- 2002 - “Eskulap 2001” premiul din categoria “medic-specialist” a Voievodatului Mazoviei, decernat de către Rețeaua Medicală Națională Poloneză și Fondul Mazoviei de Asigurări a Pacienților.

- 2003
- Premiul Rectorului Academiei de  Minerit și Metalurgie St. Staszica din Cracovia “Urma de Durată” ("Trwały Ślad")  pentru Profesorul Henryk Skarżyński- Directorul Institutului de Fiziologie și Patologie a Auzului pentru merite deosebite în domeniul ocrotirii sănătății

- Premiul orașului Varșovia, în semn de recunoaștere a meritelor pentru Capitala Republicii Poloneze, decernat de către Primăria orașului Varșovia.

- Medalia și titlul de Inovator pentru prezentarea în cadrul Târgului Internațional de Inovații Economice și Științifice INTARG 2003 a unei soluții noi numite “Dispozitivul Screening Cuba-Micro”, decernate de către Juriu.
- 2004
- Medalia "Gloria Medicinae", decernată de către Reprezentantul Asociației Medicale Poloneze
- Diplomă “O Polonie mult mai frumoasă” ("Piękniejsza Polska"), sub egida Președintelui Poloniei Aleksander Kwaśniewski
- Diplomă “Succesul Anului 2004”- lider în medicină  în domeniul ocrotirii sănătății, decernată de către editura Termedia
- 2005
- Crucea Ofițerului “Mérite de I'Invention” a Regatului Belgiei
- Premiul Încrederii “Otisul de Aur 2004”
- 2007
- Premiul Special “Omul Anului 2007 în domeniul Ocrotirii Sănătății”
- Titlul “Omul de Succes 2006”

- 2008
- Distincția Ministerului Educației și Științei al României, decernată în timpul Brussels Expo - INNOVA 2008
- Crucea Ofițerului “Labor Improdus Omnia Vincit” pentru merite științifice, decernată în timpul Expo Brussels - INNOVA 2008
- Premiul de Echipă de Gradul I acordat Profesorului Henryk Skarżyński
- 2009
- Premiul “Bisturiul de Aur 2008”
- Premiul “Bene Meritum”
- 2010
- Cetățean de Onoare al Orașului Varșovia
- “Oscarul Businesului Polonez XX”
- Dilopma celui de-al XLIV Congres al Societății Poloneze a Otorinolaringologilor, Chirurgilor de Cap și Gât
- Distincția “Bisturiul de Aur 2010”
- Ordinul de Merit al Ucrainei (pentru merite deosebite în dezvoltarea relațiilor Polonezo-Ucrainene)
- 2011
- Medalia “De Merit a Universității de Muzică din Varșovia Frédéric Chopin”
- al cincelea pe Lista Celor o Sută cei mai Influenți Oameni în domeniul Ocrotirii Sănătății 2010
- Medalia de Onoare, decernată de către Mikheil Saakashvili (Georgia)
- Medalia în numele prof. Titus Chałubiński Premiul Ecce Homo[14][15]